# Communauté de communes du Pays d'Andaine
La communauté de communes du Pays d'Andaine est une ancienne communauté de communes française située dans le département de l'Orne et la région Normandie.

## Histoire
La communauté de communes est créée par arrêté préfectoral du 26 décembre 1996. Les communes de Bagnoles-de-l'Orne et Couterne la rejoignent le 1er janvier 2013.
La communauté de communes fusionne au 1er janvier 2017 avec la communauté de communes du Bocage de Passais-la-Conception pour former la communauté de communes Andaine-Passais avec rattachement de la commune déléguée de Saint-Michel-des-Andaines, à la suite de son intégration à la commune nouvelle de Bagnoles de l'Orne Normandie.

## Composition
La communauté de communes regroupait onze communes du canton de Bagnoles-de-l'Orne :
| Nom                          | Code Insee | Gentilé         | Superficie (km2) | Population (dernière pop. légale) | Densité (hab./km2) |
| ---------------------------- | ---------- | --------------- | ---------------- | --------------------------------- | ------------------ |
| Juvigny-sous-Andaine (siège) | 61211      | Juvignasiens    | 22,00            | 908 (2021)                        | 41                 |
| Bagnoles-de-l'Orne           | 61483      | Bagnolais       | 9,26             | 2 388 (2021)                      | 258                |
| La Baroche-sous-Lucé         | 61025      | Barochéens      | 22,18            | 411 (2021)                        | 19                 |
| Beaulandais                  | 61033      | Beaulandaisiens | 8,57             | 160 (2021)                        | 19                 |
| Loré                         | 61235      | Loréens         | 6,34             | 178 (2021)                        | 28                 |
| Lucé                         | 61239      | Lucéens         | 6,09             | 79 (2021)                         | 13                 |
| Perrou                       | 61326      | Péruviens       | 4,34             | 280 (2014)                        | 65                 |
| Rives d'Andaine              | 61096      |                 | 37,14            | 3 084 (2014)                      | 83                 |
| Saint-Denis-de-Villenette    | 61380      | Dyonisiens      | 5,89             | 134 (2021)                        | 23                 |
| Sept-Forges                  | 61469      | Sept-Forgiens   | 8,55             | 244 (2021)                        | 29                 |
| Tessé-Froulay                | 61482      | Tesséens        | 5,24             | 389 (2014)                        | 74                 |

Avant le 1er janvier 2016 et la création de la commune nouvelle de Rives d'Andaine (Couterne, La Chapelle-d'Andaine, Geneslay et Haleine), elle comptait quatorze communes (les treize de l'ancien canton de Juvigny-sous-Andaine et une anciennement dans le canton de La Ferté-Macé).

## Administration
| Période      | Période       | Identité     | Étiquette | Qualité                                  |
| ------------ | ------------- | ------------ | --------- | ---------------------------------------- |
| janvier 1997 | décembre 2016 | Henri Bonnel |           | Comptable, maire de Juvigny-sous-Andaine |